# Хафстейн, Ханнес
Ханнес Тоурдюр Пьетюрссон Хафстейн, исл. Hannes Þórður Pétursson Hafstein (4 декабря 1861, дер. Мёдрувеллир, долина Хёйкадалюр, Исландия — 13 декабря 1922, Рейкьявик, Исландия) — Министр по делам Исландии в составе правительства Дании, занявший пост после предоставления Исландии самоуправления, в связи с чем считается первым премьер-министром Исландии. Занимал пост с 1 февраля 1904 года по 31 марта 1909 года, а затем с 25 июля 1912 года по 21 июля 1914 года. Также известен как исландский поэт.

## Биография
В 1880 году окончил латинскую школу в Рейкьявике. В 1886 году окончил юридический факультет Копенгагенского университета.
Работал в различных государственных учреждениях в Вестфирдире.
Как высокопоставленный чиновник в Исафьордюре в 1889 году оказался у истоков тресковых войн. Был в составе экипажа судна, задержавшего британский траулер во время незаконного вылова рыбы, после чего исландское судно было потоплено англичанами, в результате удалось спастись лишь трём членам исландского экипажа, включая Хафстейна.
Являлся партии самоуправления, позже — партии союза.
Был членом альтинга в 1900—1901, 1903—1915 и 1916—1922 годах, с 1917 года из-за болезни не исполнял свои обязанности, в 1912 году — был председателем альтинга.
В 1904 году был первым исландцем, назначенным на пост Министра по делам Исландии в составе правительства Дании (фактически — премьер-министром Исландии, осуществляющим деятельность непосредственно в Рейкьявике). В 1912—1914 годах вновь занимал этот пост.
В 1909—1912 годах и с 1914 года — президент Банка Исландии.
В 1917 году покинул политику по состоянию здоровья.
Также занимался поэтическим творчеством и издательской деятельностью. В частности, он выпустил сборники исландских поэтов Йоунаса Хадльгримссона и Хьяульмаре из Боулы со своим предисловием.